# 劉永 (羽毛球運動員)
劉永（1975年8月12日—），男，中國羽球運動員，專門從事混合雙打比賽。他的妻子是中國國家羽球隊的前單打選手戴韞。

## 運動生涯
劉永8歲時開始接受羽球訓練，並於1993年被帶入中國國家隊。他在混合雙打中贏得了無數國際冠軍，其中大部分都是與葛菲一起。他在2002年馬來西亞公開賽上與陳其遒一起贏得男子雙打冠軍。 2004年，他作為球隊的球員兼教練加入了日本的Unisys。

## 世界錦標賽
劉永曾在1997年IBF世界錦標賽混合雙打中贏得了冠軍，他與葛菲在決賽中擊敗了延斯·埃里克森和馬琳·湯姆森。他們還在1999年國際羽聯世界錦標賽上獲得銅牌。在2001年的那一屆中，劉永與程姣搭檔打入混合雙打四分之一決賽，但輸給了米凱爾·索加德和麗克·歐爾森。

## 夏季奧運會
劉永在2000年夏季奧運會上與葛菲一起參加羽球比賽。在第一輪他們輪空，在第二輪他們被來自荷蘭的克里斯·布魯伊爾和艾莉卡·凡迪吉克擊敗。